# Aléxandros Margarítis
Pour les articles homonymes, voir Margaritis.

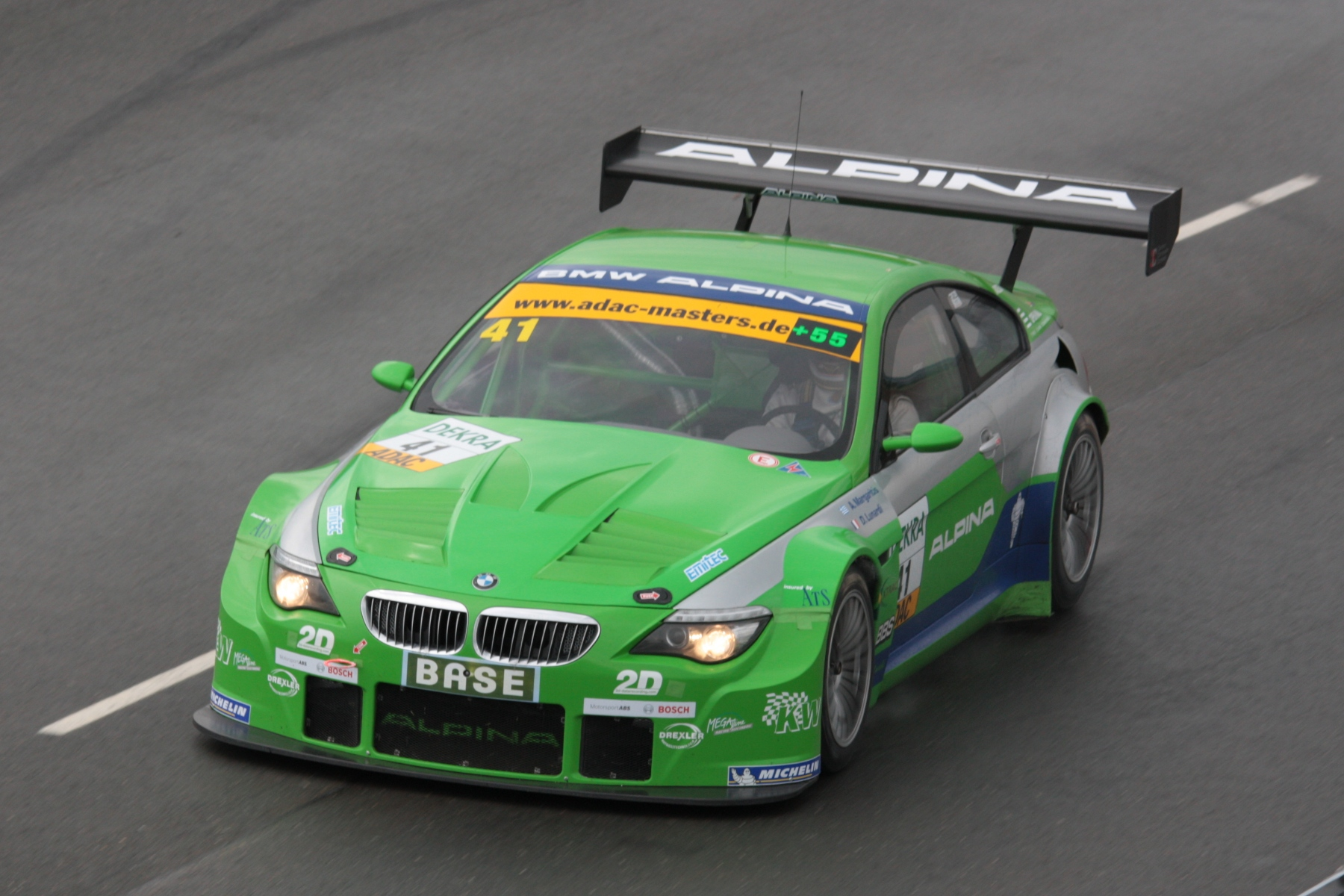
L'Alpina B6 GT3 de l'ADAC GT Masters 2011.

Aléxandros Margarítis (grec moderne : Αλέξανδρος Μαργαρίτης) est un pilote automobile grec né le 20 septembre 1984 à Bonn en Allemagne. Après des débuts en monoplace et trois saisons en DTM, il participe à divers championnats de Grand Tourisme.
Il remporte le championnat GT allemand (ADAC GT Masters) en 2011 en compagnie de Dino Lunardi sur une Alpina B6 GT3 de la Team Engstler fondée par Franz Engstler.

## Carrière
- 2001 : Formule BMW ADAC
- 2002 : Formule BMW ADAC - Eurocup Formule Renault - Championnat d'Allemagne de Formule Renault
- 2003 : Formule 3 Euroseries
- 2004 : Formule 3 Euroseries
- 2005 : DTM
- 2006 : DTM
- 2007 : DTM
- 2010 : Championnat du monde FIA GT1
- 2011 : Champion ADAC GT Masters